# NGC 4114
NGC 4114 é uma galáxia espiral barrada (SBa) localizada na direcção da constelação de Corvus. Possui uma declinação de -14° 11' 05" e uma ascensão recta de 12 horas, 07 minutos e 12,2 segundos.
A galáxia NGC 4114 foi descoberta em 27 de Março de 1786 por William Herschel.